# قسطرة تاجية
القسطرة التاجية أو القسطرة الإكليلية أو القسطرة القلبية (بالإنجليزية: Coronary catheterization)‏ هي نوع من الإجراءات طفيفة التوغل التي تهدف إلى دخول الدوران التاجي والأجواف القلبية المملوءة بالدم باستخدام القسطرة. يمكن تنفيذ هذا النوع من الإجراءات لغايات تشخيصية فقط أو تشخيصية وعلاجية معًا.
يسمح التصوير الظليل للقلب بتحديد موقع الانسداد أو التضيق أو عودة التضيق أو التخثر أو التمدد الوعائي في لمعة الشريان التاجي، ويسمح كذلك بتحديد حجم الحجرات القلبية ووظيفة القلب الانقباضية وبعض وظائف صمامات القلب. يمكن عبر هذا الإجراء قياس ضغط الدم القلبي والرئوي الداخلي بدقة، وهو أمر لا يمكن قياسه من خارج الجسم. تحدث المشاكل التي يتعامل معها الاختبار بشكل شائع نتيجةً لتصلب الشرايين المتقدم؛ أي تصلب الشرايين التاجية. ويُجرى الاختبار بشكل أقل تواترًا بسبب المشاكل التي تتعلق بصمامات وعضلية القلب أو بسبب عدم انتظام ضربات القلب.
يقلل تضيق الشرايين التاجية من احتياطي تدفق الدم المؤكسج إلى القلب، وينتج عن ذلك عادةً ذبحة صدرية متقطعة، بينما يسبب انسداد اللمعة المتقدم عادةً نوبة قلبية. ومع ذلك، لا تثبت قثطرة الشرايين التاجية وجود أو عدم وجود تصلب في الشرايين التاجية، وإنما تساعد في تحديد التغييرات اللمعية الهامة الناجمة عن مرحلة متقدمة من التصلب فقط.

## دواعي الاستعمال
تشمل دواعي استخدام القثطرة القلبية ما يلي:
- النوبة القلبية (بما في احتشاء القلب مع تزحل ST للأعلى واحتشاء القلب دون تزحل ST للأعلى والذبحة الصدرية غير المستقرة).
- اختبار إجهاد غير طبيعي.
- بدء حديث لقصور قلب غير مفسر.
- النجاة من موت قلبي مفاجئ أو عدم انتظام خطير في ضربات القلب.
- الألم الصدري المستمر على الرغم من تقديم العلاج الطبي الأمثل.
- جزء من الإجراءات التشخيصية لذبحة برنزميتال (التشنج التاجي).[2]

## مشاركة المريض
يكون المريض مستيقظ عادةً أثناء القثطرة سواء كانت تشخيصية أو علاجية باستخدام التخدير الموضعي بالليدوكائين والحد الأدنى من التخدير العام طوال فترة الإجراء. يبقى المريض مستيقظًا للإبلاغ فورًا عن أي انزعاج أو مشاكل، وبالتالي يسمح ذلك بالتصحيح السريع لأي أحداث غير مرغوب فيها. يلجأ الأطباء لتفاعل المريض بسبب فشل أجهزة المراقبة الطبية في إعطاء نظرة شاملة عن الحالة الصحية للمريض، وبالتالي يعتبر شعوره مؤشرًا أكثر موثوقية على السلامة الإجرائية في معظم الأحيان.
تحدث الاختلاطات الخطيرة كالموت واحتشاء العضلة القلبية والسكتة الدماغية وعدم انتظام ضربات القلب البطيني الخطير والمضاعفات الوعائية الكبرى لدى أقل من 1% من المرضى الذين يخضعون للقثطرة القلبية. قد يبقى في المختبر لمدة 20-45 دقيقة بسبب مشاكل الإعداد والسلامة، ولكن جزء التصوير في الفحص يكون مختصرًا، ويمكن للمشاكل التقنية كذلك أن تزيد بشكل كبير من وقت الفحص.

## المعدات
تُجرى قثطرة الشرايين التاجية في مختبر القثطرة الذي يقع عادةً داخل المشفى. يجب أن يكون المريض أثناء الإجراء مستلقي نسبيًا على طاولة ضيقة مبطنة بالحد الأدنى وشفيفة للأشعة. يوجد مصدر الأشعة السينية ومعدات التصوير في الجهة المقابلة لصدر المريض بطريقة قابلة للحركة بحرية -خاضعة للتحكم الآلي- حول المريض بحيث يمكن التقاط الصور بسرعة من زوايا متعددة. يوجد في بعض المختبرات معدات أكثر تطورًا تستخدم مصدرين للأشعة السينية وكاميرات للتصوير يتحرك كل منهما بحرية، مما يسمح بالتقاط مجموعتين من الصور عند حقن المادة الظليلة. يكلف الإعداد والتجهيز لمثل هذا الإجراء عادةً نفقات رأسمالية تتراوح بين 2 و5 ملايين دولار (2004)، وتعاد جزئيًا في بعض الأحيان كل بضع سنوات.

## الإجراءات التشخيصية

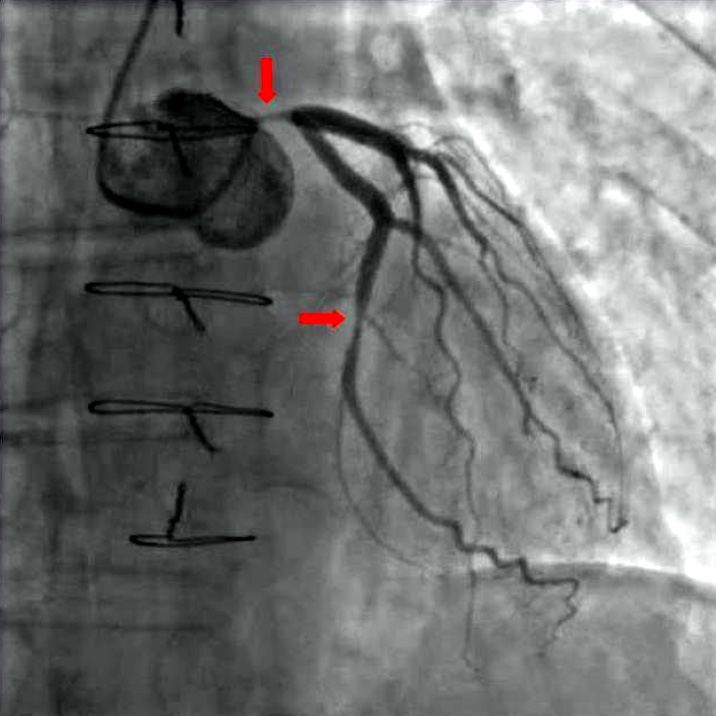
تصوير الأوعية التاجية لانسداد حرج في الجذع المشترك للشريان التاجي الأيسر والشريان المحيطي. (انظر الأسهم)

يُسَجَّل أثناء الإجراء ضغط الدم والكشف الفلوري للشرايين التاجية. يستخدم الطبيب لإنشاء صور الأشعة السينية جهازًا صغيرًا يشبه الأنبوب يسمى القثطرة يبلغ قطره عادةً نحو 2.0 مم (6-فرنسي)؛ إذ يقوم بإدخاله عبر الشرايين الكبيرة من الجسم إلى أن يصبح طرفه داخل أحد الشرايين التاجية. تكون القثطرة أصغر من تجويف الشريان الموجودة فيه؛ ويمكن عبرها مراقبة ضغوط الدم الداخلية (داخل الشرايين) للتأكد من عدم إغلاق القثطرة للمعة الشريان.
يتضمن تصميم القثطرة جعلها ظليلة للأشعة سامحةً لعامل التباين الإشعاعي الذي يُطلق عليه عادة صبغة الأشعة السينية بالاختلاط بشكل انتقائي مع الدم المتدفق داخل الشريان. يُحقَن عادةً نحو 3-8 سم مكعب من عامل التباين الإشعاعي لكل صورة لجعل تدفق الدم مرئيًا لمدة 3 إلى 5 ثوانٍ تقريبًا؛ إذ يجري عامل التباين الإشعاعي سريعًا إلى الشعيرات التاجية ثم الأوردة التاجية. يظهر الدم وأنسجة القلب المحيطة على الأشعة السينية بدون حقن عامل التباين ككتلة واحدة قليلة التباين دون تفاصيل. يسمح التباين الإشعاعي داخل الدم بتصوير تدفق الدم داخل شرايين أو حجرات القلب؛ وذلك يتوقف على مكان حقنه.
إذا سبب تصلب الشرايين أو التخثر تبارزًا في جوف الشريان ومسببًا تضيقًا فيه، فسيبدو هذا التضيق كزيادة في ضبابية عمود الدم أو الصبغة داخل هذا الجزء من الشريان على صور الأشعة السينية؛ وذلك بالمقارنة مع المناطق المجاورة التي يُفتَرَض أنها أقل تضيقًا أو غير متضيقة.
يعتمد الطبيب للحصول على إرشادات فيما يتعلق بمواقع القثطرة أثناء الإجراء على المعرفة التفصيلية بالتشريح الداخلي وسلك التوجيه وسلوك القثطرة ويمكنه استخدام الكشف الفلوري بجرعة منخفضة من الأشعة السينية عند الحاجة دون حفظ هذه التسجيلات الموجزة. عندما يكون الطبيب جاهزًا لتسجيل المقاطع التشخيصية ليحفظها ويفحصها بعناية أكبر في وقت لاحق، سيقوم بتنشيط الجهاز لاستخدام جرعة أشعة سينية أعلى بكثير لإنشاء صور متحركة أكثر جودة ووضوحًا بمعدل 30 إطار في الثانية. يتحكم الطبيب بالحقن والتصوير لتقليل الكمية الإجمالية للأشعة السينية المستخدمة، وتُسجَّل كذلك جرعات عوامل التباين الإشعاعي وأوقات التعرض للأشعة السينية بشكل روتيني في محاولة لزيادة السلامة.
قد يشاهد التكلس الموجود على الحواف الخارجية للشرايين المتصلبة في بعض الأحيان أثناء الكشف الفلوري (بدون حقن عامل التباين) كحلقات ظليلة على الأشعة تطوق جزئيًا الشريان وتنفصل عن التجويف المملوء بالدم بجدار الشريان المتصلب الشفيف على الأشعة. مع ذلك، لا يظهر التكلس على الرغم من وجوده في الكثير من الأحيان إلا في الحالات المتقدمة.

### للتشوهات الخلقية
يمكن استخدام تصوير الوعائي الظليل للكشف عن العيوب الخلقية في القلب والأوعية المجاورة وتشخيصها، ولكن انخفض استخدام هذه الطريقة لتشخيص هذه الأمراض مع إدخال تخطيط صدى القلب. ومع ذلك، ما تزال هذه الطريقة مستخدمة في حالات مختارة لأنها توفر مستوى أعلى من التفاصيل التشريحية مقارنةً بتخطيط صدى القلب.

## الإجراءات العلاجية
من خلال تغيير القسطرة التشخيصية إلى قسطرة توجيهية، يمكن للأطباء أيضًا تمرير مجموعة متنوعة من الأدوات من خلال القسطرة إلى الشريان إلى موقع الإصابة. الأكثر شيوعًا هي أسلاك التوجيه بقطر 0.014 بوصة (0.36 ملم) وقسطرة تمدد البالون. [بحاجة لمصدر]
عن طريق حقن عامل التباين الإشعاعي عبر ممر صغير يمتد أسفل قسطرة البالون وفي البالون، يتم توسيع البالون تدريجيًا. يتم اختيار الضغط الهيدروليكي وتطبيقه من قبل الطبيب وفقًا لكيفية استجابة البالون داخل التضيق (تضيق غير طبيعي في الأوعية الدموية). تتم مشاهدة البالون المملوء بالتباين الإشعاعي تحت التنظير التألقي (يفترض عادةً شكل «عظام الكلب» المفروض على السطح الخارجي للبالون من خلال تضيق البالون أثناء تمدد البالون)، عند فتحه. يتم تطبيق قدر كبير من القوة الغاشمة الهيدروليكية حسب الحاجة ويتم تصورها لتكون فعالة لجعل تضيق تجويف الشريان يتضخم بشكل واضح.
يتراوح ضغط الشريان التاجي الطبيعي النموذجي في أقل من 200 مم زئبق (27 كيلو باسكال). قد تمتد الضغوط الهيدروليكية المطبقة داخل البالون إلى 19000 مم زئبق (2500 كيلو باسكال). يتم تحقيق الوقاية من الإفراط في التوسيع عن طريق اختيار البالونات المصنعة من أغشية بلاستيكية شفافة ذات مقاومة شد عالية. يتم طي البالون مبدئيًا حول القسطرة، بالقرب من الطرف، لإنشاء مقطع عرضي صغير لتسهيل المرور عبر مناطق التضيق اللمعي، وهو مصمم للتضخم إلى قطر محدد مصمم مسبقًا. إذا تم تضخيم البالون بشكل مفرط، فإن مادة البالون تمزق ببساطة وتسمح لعامل التباين الراديوي المتضخم بالهروب ببساطة إلى الدم.
بالإضافة إلى ذلك، يمكن إدخال العديد من الأجهزة الأخرى في الشريان عن طريق قسطرة توجيهية. وتشمل هذه القسطرة بالليزر، وقسطرة الدعامة، وقسطرة التصوير بالأمواج فوق الصوتية داخل الأوعية، وقسطرة دوبلر، وقسطرة قياس الضغط أو درجة الحرارة، ومختلف أجهزة الجلطات والطحن أو الإزالة. لقد تبين أن معظم هذه الأجهزة هي أجهزة متخصصة، وهي مفيدة فقط في نسبة صغيرة من المواقف أو للبحث.

## النهج البديلة
يمكن أن يعمل تصوير الأوعية بالتصوير المقطعي المحوسب كبديل أقل توغلاً لتصوير الأوعية بالقسطرة. بدلاً من إدخال قسطرة في الوريد أو الشريان، يتضمن تصوير الأوعية المقطعي المحوسب فقط حقن صبغة مرئية بالتصوير المقطعي المحوسب في الذراع أو اليد عبر خط وريدي. يقلل تصوير الأوعية بالتصوير المقطعي المحوسب من مخاطر انثقاب الشرايين وعدوى موقع القسطرة. يوفر صورًا ثلاثية الأبعاد يمكن دراستها على الكمبيوتر، كما يسمح بقياس حجم بطين القلب. يمكن أيضًا ملاحظة منطقة الاحتشاء والكالسيوم الشرياني (لكن تلك تتطلب تعرضًا أعلى للإشعاع إلى حد ما). ومع ذلك، فإن إحدى الميزات التي يحتفظ بها تصوير الأوعية بالقسطرة هي قدرة الطبيب على إجراء عملية مثل رأب الوعاء بالبالون أو إدخال دعامة لتحسين تدفق الدم إلى الشريان.

## جرعة الإشعاع

### تصوير الأوعية
يتم إجراء التصوير في تصوير الأوعية التاجية عن طريق الكشف الفلوري باستخدام الأشعة السينية، مما قد يؤدي إلى زيادة خطر إصابة المريض بالسرطان الناجم عن الإشعاع. يزداد الخطر مع وقت التعرض، ويتكون من 1) وقت توجيه المسبار إلى القلب وخارجه و 2) وقت إلقاء الضوء على عامل التباين لإجراء تصوير الأوعية الدموية. الإشعاع الممتص هو أيضًا دالة لمؤشر كتلة الجسم، حيث يحصل مرضى السمنة على ضعف جرعة المرضى ذوي الوزن الطبيعي؛ كما تضاعف التعرض للعامل. يمكن إجراء تصوير الأوعية التاجية إما عبر الشعاع (من خلال الرسغ) أو عبر الفخذ (من خلال الفخذ). يؤدي المسار العابر للشعاع إلى تعرض المريض والمشغل بشكل أكبر إلى حد ما. بشكل عام، يمكن أن يتراوح تعرض المريض من 2 مللي سيفرت (ما يعادل حوالي 20 لوحة أشعة سينية على الصدر) إلى 20 مللي سيفرت. بالنسبة لمريض معين، يمكن أن يختلف التعرض داخل المؤسسة وبين المؤسسات بنسبة تصل إلى 121٪.